# Branscombe Richmond
Branscombe Leo Charles Richmond (Los Angeles, 8 augustus 1955) is een Amerikaans acteur, stuntman en filmproducent.

## Carrière
Richmond begon in 1976 met acteren in de televisieserie The Six Million Dollar Man, waarna hij in nog meer dan 150 televisieseries en films speelde. Hij is vooral bekend van zijn rol als Bobby Sixkiller in de televisieserie Renegade, waar hij in 110 afleveringen speelde (1992-1997).

## Filmografie

### Films
Selectie:
- 2012 Journey 2: The Mysterious Island - als gids
- 2011 Soul Surfer - als Ben
- 2011 Just Go with It - als barkeeper
- 2008 Forgetting Sarah Marshall - als Keoki
- 2002 The Scorpion King - als Jesup
- 1992 Batman Returns - als angstaanjagende clown
- 1991 Grand Canyon - als politieagent
- 1991 Curly Sue - als Albert
- 1991 Showdown in Little Tokyo - als man bij deur
- 1990 Joe Versus the Volcano - als Waponi
- 1990 Hard to Kill - als Max Quentero
- 1989 Licence to Kill - als Barrelhead
- 1988 The New Adventures of Pippi Longstocking - als Fridolf
- 1986 Firewalker - als vechtende man in Mexicaanse bar
- 1985 Commando - als Vega
- 1984 Cannonball Run II - als fietser
- 1984 Star Trek III: The Search for Spock - als Klingon soldaat
- 1977 'The Kentucky Fried Movie - als beveiliger
- 1977 Rollercoaster - als kleine rol

### Televisieseries
Selectie:
- 2016-2019 Chicago Med - als Keoni - 5 afl.
- 2017 Heckler Kane: The Imperfect Podcast - als gast - 2 afl.
- 2016 Roadies - als Roadies - 7 afl.
- 2003 Tremors - als Harlowe Winnemucca - 3 afl.
- 1992-1997 Renegade - als Bobby Sixkiller - 110 afl.
- 1988 Night Court - als Ahkpa - 2 afl.
- 1988 MacGyver - als Grade - 1 afl.
- 1986-1987 Heart of the City - als sergeant Luke Halui - 13 afl.
- 1985-1986 Knight Rider - als bendelid - 2 afl.
- 1984 Hawaiian Heat - als Harker - 10 afl.
- 1980 Magnum, P.I. - als Moki - 2 afl.

### Filmproducent
- 2024 At Her Feet - film
- 2024 Killer Witches from Outer Space - film
- 2023 Kangaroo Kids - film
- 2022 Deadly Yoga Retreat - film
- 2022 The Walls Are Watching - film
- 2022 Aloha with Love - film
- 2021 Angel by Thursday film
- 2021 Lena and Snowball - film
- 2020 Aloha Surf Hotel - film
- 2020 The Unhealer - film
- 2020 Angel by Thursday - film
- 2019 Blackwater - televisieserie - 1 afl.
- 2019 The Silent Natural - film
- 2018 The City of Gold - film
- 2018 Runaway Romance - film
- 2017 An Uncommon Grace - film
- 2017 Kuleana - film
- 2016 Angel by Thursday - film
- 2015 Ride the Thunder - film
- 2010 Taken by Force - film
- 2006 Good Morning Hawai'i - televisieserie
- 2005 The Cutter - film
- 1995 To the Limit - film

### Stuntman
Selectie:
- 2012 Blue Lagoon: The Awakening - film
- 2010 Hereafter - film
- 1992 Dream On - televisieserie - 1 afl.
- 1992 Batman Returns - film
- 1991 Showdown in Little Tokyo - film
- 1990 Kindergarten Cop - film
- 1990 Death Warrant - film
- 1989 Road House - film
- 1988 They Live - film
- 1987 The Running Man - film
- 1987 Beauty and the Beast - televisieserie
- 1987 Who's That Girl - film
- 1986 Firewalker - film
- 1986 Cobra - film
- 1984 The River - film
- 1984 Cannonball Run II - film
- 1982 Rocky III - film
- 1981 Falcon Crest - televisieserie
- 1977 The Kentucky Fried Movie - film

- International Standard Name Identifier: 0000 0000 0313 1285
- Library of Congress Control Number: no2011026691
- Virtual International Authority File: 168757076
- WorldCat: E39PBJht7HJwwfmTHXw7RQr6rq